# Carlos Páez de la Torre
Carlos Páez de la Torre (Buenos Aires, 3 de diciembre de 1940-San Miguel de Tucumán, 26 de marzo de 2020) fue un historiador, abogado y periodista argentino. Fue un destacado historiador de la provincia de Tucumán y académico de número de la Academia Nacional de la Historia. Autor de un gran número de libros de historia e innumerables artículos periodísticos, Paéz de la Torre se desempeñó como Jefe de editoriales de La Gaceta de Tucumán, periódico en el que publica a diario sobre temas históricos, tarea que le valiera distinciones como el Premio Nacional Siam Di Tella-Círculo de la Prensa de Buenos Aires, el Premio Santa Clara de Asís y el Premio Konex en 1997.

## Biografía
Proveniente de una familia tradicional argentina, Carlos Páez de la Torre nació accidentalmente en la ciudad de Buenos Aires a fines de 1940. Cursó sus estudios secundarios en el Colegio Sagrado Corazón, en la provincia de Tucumán, de donde provenía su familia.
Después del servicio militar obligatorio, Paéz de la Torre comenzó sus estudios de grado en la Facultad de Derecho y Ciencias Sociales de la Universidad Nacional de Tucumán, obteniendo el título de abogado en el año 1965. Habiendo comenzado a trabajar en el diario La Gaceta en 1962, Páez de la Torre dedicó su vida a la historia. Era miembro titular de la Academia Nacional de la Historia de la República Argentina hasta su deceso.
Murió a los setenta y nueve años el 26 de marzo de 2020 en la ciudad de San Miguel de Tucumán, donde residía.

## Publicaciones
- Luis F. Nougués (1871-1915) (1971)
- El Derrumbe De La Confederación 1855-1862 (1977)
- Historia de Tucumán (1986)
- Historia Ilustrada de Tucumán (1994)
- Lola Mora. Una biografía (1997, en coautoría con Celia Terán)
- Nicolás Avellaneda. Una biografía (2001)
- La Cólera De La Inteligencia. Una Vida De Paul Groussac (2005)
- Juan Heller (1883-1950). Noticia biográfica y selección de textos (2006)
- El Argentino De Oro. Una vida de Gabriel Iturri (2011)[5][6][7]
- Pedes in terra ad sidera visus. Vida y tarea de Juan B. Terán (2010)[8]
- Porteños provincianos y extranjeros en la batalla de Tucumán (2012)